# Jamajka
Jamajka (eng. Jamaica) je otočna država u Karipskom moru, južno od Kube i zapadno od Hispaniole.

## Povijest
Ime države potječe od imena Xamayca ("zemlja šume i vode") koje su joj dali pripadnici prvobitnog stanovništva. Narodi Arawak i Taino doselili su na Jamajku iz Južne Amerike između 1000. pr. Kr. i 400. pr. Kr.
Kolumbovim iskrcavanjem 1494. Jamajku zauzimaju Španjolci, a 1655. Englezi. Tijekom britanske vladavine Jamajka postaje najveći svjetski izvoznik šećera, što je postignuto masovnim dovoženjem robovske radne snage iz Afrike. Nakon niza pobuna ropstvo je ukinuto 1838.
Jamajka je pomalo dobivala neovisnost od Ujedinjenog kraljevstva: 1958. je postala provincijom u sklopu Federacije Zapadnih Indija, a punu samostalnost nakon napuštanja Federacije, 1962. godine.

## Zemljopis
Ovaj brdoviti otok vrh je podvodnog planinskog lanca. Nabrano gorje proteže se Jamajkom u smjeru zapad-istok. Na istoku ovaj masiv dostiže svoju najveću visinu na vrhu Blue Montain Peak, koji je 2256 metara iznad mora. Oko dvije trećine površine ove zemlje zauzimaju vapnenačke zaravni koje se terasasto spuštaju prema moru. Zbog topivosti vapnenačke podloge i velikih količina oborina prostrana područja Jamajke pretvorena su krške krajolike. Podzemni sustavi špilja nastali su u teško pristupačnom području pod imenom Cockpit Country na sjeverozapadu otoka. Veliki krški bazeni, takozvani Interior Valleys, središta su agrarne proizvodnje. U mnogim krškim šupljinama vremenom su se nakupile velike količine boksita koji se vodi radi proizvodnje aluminija. Sjeverna obala obrubljena je dugačkim pješčanim plažama, a šira priobalna nizina na jugu djelomice je močvarna.

### Klima
Klimu Jamajke obilježavaju visoke temperature tijekom cijele godine i velike količine oborina. Srednja mjesečna temperatura u srpnju, najtoplijem mjesecu, iznosi oko 27°C, a u siječnju oko 25°C. Na količinu padalina utječe položaj reljefa u odnosu na pasatne vjetrove. Na vjetru izloženim obroncima planina godišnja količina oborina može premašiti 5000 mm, a u područjima u zavjetrini, prije svega na južnoj obali, može ih biti manje od 1000 mm. Najkišovitija razdoblja su svibanj/lipanj i listopad/studeni.

### Biljni svijet
Kišna šuma je očuvana još samo u tragovima u brdskim područjima. Vapnenačke zaravni zauzimaju velike površine i prekrivene su travom. Biljnom slikom obale dominiraju kokosove palme i mangrove. Osobitost flore Jamajke su stabla gvajka od čijeg se drva izrađuju kugle za kuglanje. Ostalo autohtono drveće je, između ostalog, mahagonij, cedar, pimentovac i ceiba, nacionalno drvo Jamajke.

## Ekonomija
Najveći dio ekonomije Jamajke čine poljoprivreda, rudarstvo, turizam, financijske usluge i usluge osiguranja. Turizam i rudarstvo donose najviše strane devizne dobiti.

## Promet
Air Jamaica je bivša jamajčanska nacionalna zrakoplovna prijevoznička tvrtka.

## Stanovništvo
Kultura Jamajke je najvećim dijelom mješavina afričkih kultura i anglo-irske kulture, sa španjolskim i izvornim indijanskim utjecajima.
Većina stanovništva je miješanog crnačkog, indijanskog, engleskog, irskog i drugih europskih podrijetla. Čistog rasnog stanovništva ima manje od 1%.
Oko tri četvrtine stanovništva je kršćanske vjere, dok ostatak čine različite religije, uključujući rastafarijanstvo.
Popis indijanskih plemena (prema Swantonu):
- Aguacadiba.
- Ameyao.
- Anaya.
- Guaygata.
- Huereo.
- Maynoa.
- Oristan.
- Vaquabo.